# クリス・カーペンター
クリストファー・ジョン・カーペンター（Christopher John Carpenter, 1975年4月27日 - ）は、アメリカ合衆国ニューハンプシャー州エクセター出身の元プロ野球選手（投手）。右投右打。愛称はカープ（Carp）。

## 経歴

### プロ入りとブルージェイズ時代
1993年のMLBドラフト1巡目（全体15位）でトロント・ブルージェイズから指名を受け入団。
1997年5月12日のツインズ戦でメジャーデビューを果たした。しかし3試合目までの成績が0勝2敗、防御率12.71と低迷したためマイナーに降格し、7月29日のメジャー復帰まで2か月半を要した。8月19日のホワイトソックス戦でメジャー初勝利。9月9日のエンゼルス戦でメジャー初完封を達成した。新人投手が完封を記録するのは球団史上11年ぶりだった。
1998年以降は先発ローテーションに入り、2001年までの4年間でシーズン平均10.5勝を記録するも、敗戦も同じくらい多かった。ロジャー・クレメンスとパット・ヘントゲンという2人のサイ・ヤング賞投手から多くを学んだブルージェイズ時代だったが、2002年に右肩を痛め9月に手術、オフに解雇されたことで幕を閉じた。

### カージナルス時代
セントルイス・カージナルスと契約した2003年はメジャーでの登板機会がなく、マイナーでも8度の先発登板のみに留まる。シーズン終了後、一旦は引退も考えたカーペンターだったが「カムバックしなければ後悔する」と妻アリソンに説得され、現役続行を決意する。
2004年は9月18日のダイヤモンドバックス戦で右上腕二頭筋を痛め、4回途中で降板。その後、登板すること無くシーズンを終えたが、15勝5敗・防御率3.46を挙げ復活。シーズン終了後にカムバック賞を受賞。
2005年はカージナルスのエースとして5月12日から9月8日にかけて22試合連続クオリティ・スタート（QS）を記録。ナ・リーグでは1968年にボブ・ギブソンが22試合連続QSを記録して以降最長となった。その間の6月14日から9月8日にかけて13連勝。初めてオールスターゲームに選出され、ナ・リーグの先発投手を務めた。最終的には21勝、213奪三振（ともにリーグ2位）、防御率2.83（同5位）、四球 / 三振比率4.18（同3位）という成績を残しサイ・ヤング賞を受賞。カージナルスの選手が受賞というのは1970年のボブ・ギブソン以来の快挙となり、押しも押されもせぬ一流投手となった。
2年連続のサイ・ヤング賞受賞が2006年9月16日に15勝を記録した時点で濃厚だった。その後21日に8回6失点、26日に7回6失点を記録。勝ち星を挙げられず、防御率は2.79から3.09まで悪化。シーズン最終戦で登板する予定でいたが、ポストシーズンに備え登板を回避し、結局サイ・ヤング賞の投票では3位に終わった。ポストシーズンではワールドシリーズ第3戦で勝利投手となり、カージナルスのワールドシリーズ優勝に貢献した。シーズン終了後の12月には5年総額6500万ドル（6年目の2012年はオプション）で契約延長。
2007年は開幕戦で登板後に右肘の違和感を訴えて故障者リスト入り。7月24日にトミー・ジョン手術を受けたためシーズンを棒に振った。手術から1年後の2008年7月30日に復帰を果たした。8月5日のホーム戦ではファンから大声援を受けたが、3試合目の登板となった8月10日に右上腕三頭筋の張りで6回途中で降板し、翌11日に故障者リスト入りとなった。故障から復帰し、9月2日のリリーフ登板がシーズン最後の登板となった。
2007年・2008年と2年間勝利がなかったが、2009年シーズン初登板となった4月9日のパイレーツ戦で2年ぶりの勝利を記録。4月14日のダイヤモンドバックス戦で左胸郭を痛め、故障者リスト入りとなった。5月20日のカブス戦でメジャー復帰を果たし、7月5日から9月7日にかけて11連勝を記録。最終的に17勝4敗、防御率2.24で最優秀防御率のタイトルを獲得。シーズン終了後には5年ぶり2回目のカムバック賞を受賞。
2010年は投球回数が大幅に増えたものの内容は昨年に及ばず、ほとんどの成績が微減した。それでもオールスターに選出されている。
2011年は投球回数でリーグ最多を記録するも、内容は例年に比べて良いとはいえなかった。しかしプレーオフ進出のかかったヒューストン・アストロズとのシーズン最終戦では2安打完封勝利、フィラデルフィア・フィリーズとのディビジョンシリーズ最終戦では3安打完封勝利、そしてテキサス・レンジャーズとのワールドシリーズでは、緒戦で6回2失点、第5戦で7回2失点と要所で好投。第7戦では中3日という強行日程でシリーズ3度目の先発登板。6回2失点で勝ち投手になり、チームのワールドシリーズ制覇に貢献した。
2012年はキャンプ中に胸郭出口症候群に見舞われDL入り。シーズン絶望とも言われたが9月21日に復帰し、ポストシーズンに間に合わせた。
2013年は右腕の状態が思わしくなく、1度もメジャーでの登板がないままシーズンを終え、シーズン終了後の11月20日に現役引退を発表した。

## 選手としての特徴
バランスのいいスリークォーターから、同じ腕の振りで伸びのあるフォーシーム、低めに沈むツーシーム、縦横2種類のカーブ、決め球のカット・ファスト・ボールを投げ分けた。フォークボールも武器の1つであった。特に速球のコントロールが素晴らしく、低めに球を集め、テンポ良く打者を追い込んだ。また、牽制が抜群に上手かったため、カーペンターが投げているときに二塁への盗塁を試みる走者は少なかった。

## 詳細情報

### 年度別投手成績
| 年 度     | 球 団     | 登 板 | 先 発 | 完 投 | 完 封 | 無 四 球 | 勝 利 | 敗 戦 | セ 丨 ブ | ホ 丨 ル ド | 勝 率 | 打 者 | 投 球 回 | 被 安 打 | 被 本 塁 打 | 与 四 球 | 敬 遠 | 与 死 球 | 奪 三 振 | 暴 投 | ボ 丨 ク | 失 点 | 自 責 点 | 防 御 率 | W H I P |
| --------- | --------- | ----- | ----- | ----- | ----- | -------- | ----- | ----- | -------- | ----------- | ----- | ----- | -------- | -------- | ----------- | -------- | ----- | -------- | -------- | ----- | -------- | ----- | -------- | -------- | ------- |
| 1997      | TOR       | 14    | 13    | 1     | 1     | 0        | 3     | 7     | 0        | 0           | .300  | 374   | 81.1     | 108      | 7           | 37       | 0     | 2        | 55       | 7     | 1        | 55    | 46       | 5.09     | 1.78    |
| 1998      | TOR       | 33    | 24    | 1     | 1     | 0        | 12    | 7     | 0        | 0           | .632  | 742   | 175.0    | 177      | 18          | 61       | 1     | 5        | 136      | 5     | 0        | 97    | 85       | 4.37     | 1.36    |
| 1999      | TOR       | 24    | 24    | 4     | 1     | 2        | 9     | 8     | 0        | 0           | .529  | 663   | 150.0    | 177      | 16          | 48       | 1     | 3        | 106      | 9     | 1        | 81    | 73       | 4.38     | 1.50    |
| 2000      | TOR       | 34    | 27    | 2     | 0     | 0        | 10    | 12    | 0        | 0           | .455  | 795   | 175.1    | 204      | 30          | 83       | 1     | 5        | 113      | 3     | 0        | 130   | 122      | 6.26     | 1.64    |
| 2001      | TOR       | 34    | 34    | 3     | 2     | 1        | 11    | 11    | 0        | 0           | .500  | 930   | 215.2    | 229      | 29          | 75       | 5     | 16       | 157      | 5     | 0        | 112   | 98       | 4.09     | 1.41    |
| 2002      | TOR       | 13    | 13    | 1     | 0     | 0        | 4     | 5     | 0        | 0           | .444  | 327   | 73.1     | 89       | 11          | 27       | 0     | 4        | 45       | 3     | 0        | 45    | 43       | 5.28     | 1.58    |
| 2004      | STL       | 28    | 28    | 1     | 0     | 0        | 15    | 5     | 0        | 0           | .750  | 746   | 182.0    | 169      | 24          | 38       | 2     | 8        | 152      | 4     | 0        | 75    | 70       | 3.46     | 1.14    |
| 2005      | STL       | 33    | 33    | 7     | 4     | 3        | 21    | 5     | 0        | 0           | .808  | 953   | 241.2    | 204      | 18          | 51       | 0     | 3        | 213      | 5     | 0        | 82    | 76       | 2.83     | 1.06    |
| 2006      | STL       | 32    | 32    | 5     | 3     | 1        | 15    | 8     | 0        | 0           | .652  | 896   | 221.2    | 194      | 21          | 43       | 3     | 10       | 184      | 3     | 0        | 81    | 76       | 3.09     | 1.07    |
| 2007      | STL       | 1     | 1     | 0     | 0     | 0        | 0     | 1     | 0        | 0           | .000  | 29    | 6.0      | 9        | 0           | 1        | 0     | 1        | 3        | 0     | 0        | 5     | 5        | 7.50     | 1.67    |
| 2008      | STL       | 4     | 3     | 0     | 0     | 0        | 0     | 1     | 0        | 0           | .000  | 63    | 15.1     | 16       | 0           | 4        | 0     | 0        | 7        | 0     | 0        | 5     | 3        | 1.76     | 1.30    |
| 2009      | STL       | 28    | 28    | 3     | 1     | 2        | 17    | 4     | 0        | 0           | .810  | 750   | 192.2    | 156      | 7           | 38       | 1     | 7        | 144      | 1     | 0        | 49    | 48       | 2.24     | 1.01    |
| 2010      | STL       | 35    | 35    | 1     | 0     | 0        | 16    | 9     | 0        | 0           | .640  | 969   | 235.0    | 214      | 21          | 63       | 4     | 13       | 179      | 3     | 0        | 99    | 84       | 3.22     | 1.18    |
| 2011      | STL       | 34    | 34    | 4     | 2     | 1        | 11    | 9     | 0        | 0           | .550  | 996   | 237.1    | 243      | 16          | 55       | 5     | 6        | 191      | 3     | 1        | 98    | 91       | 3.45     | 1.26    |
| 2012      | STL       | 3     | 3     | 0     | 0     | 0        | 0     | 2     | 0        | 0           | .000  | 72    | 17.0     | 16       | 2           | 3        | 0     | 2        | 12       | 0     | 0        | 7     | 7        | 3.71     | 1.12    |
| MLB：15年 | MLB：15年 | 350   | 331   | 33    | 15    | 10       | 144   | 94    | 0        | 0           | .605  | 9305  | 2219.1   | 2205     | 220         | 627      | 23    | 85       | 1697     | 51    | 3        | 1021  | 927      | 3.76     | 1.28    |

- 各年度の太字はリーグ最高

### 年度別守備成績
| 年 度 | 球 団 | 投手（P） | 投手（P） | 投手（P） | 投手（P） | 投手（P） | 投手（P） |
| 年 度 | 球 団 | 試 合     | 刺 殺     | 補 殺     | 失 策     | 併 殺     | 守 備 率  |
| ----- | ----- | --------- | --------- | --------- | --------- | --------- | --------- |

- 各年度の太字はリーグ最高

### タイトル
- 最優秀防御率：1回（2009年）

### 表彰
- サイ・ヤング賞：1回（2005年）
- カムバック賞：2回（2004年、2009年）
- プレイヤーズ・チョイス・アワーズ
  - 優秀投手：2回（2005年、2006年）
  - カムバック賞：2回（2004年、2009年）

### 記録
- MLBオールスターゲーム選出：3回（2005年、2006年、2010年）

### 背番号
- 50（1997年）
- 26（1998年 - 2002年）
- 29（2004年 - 2012年）